# 正面橋

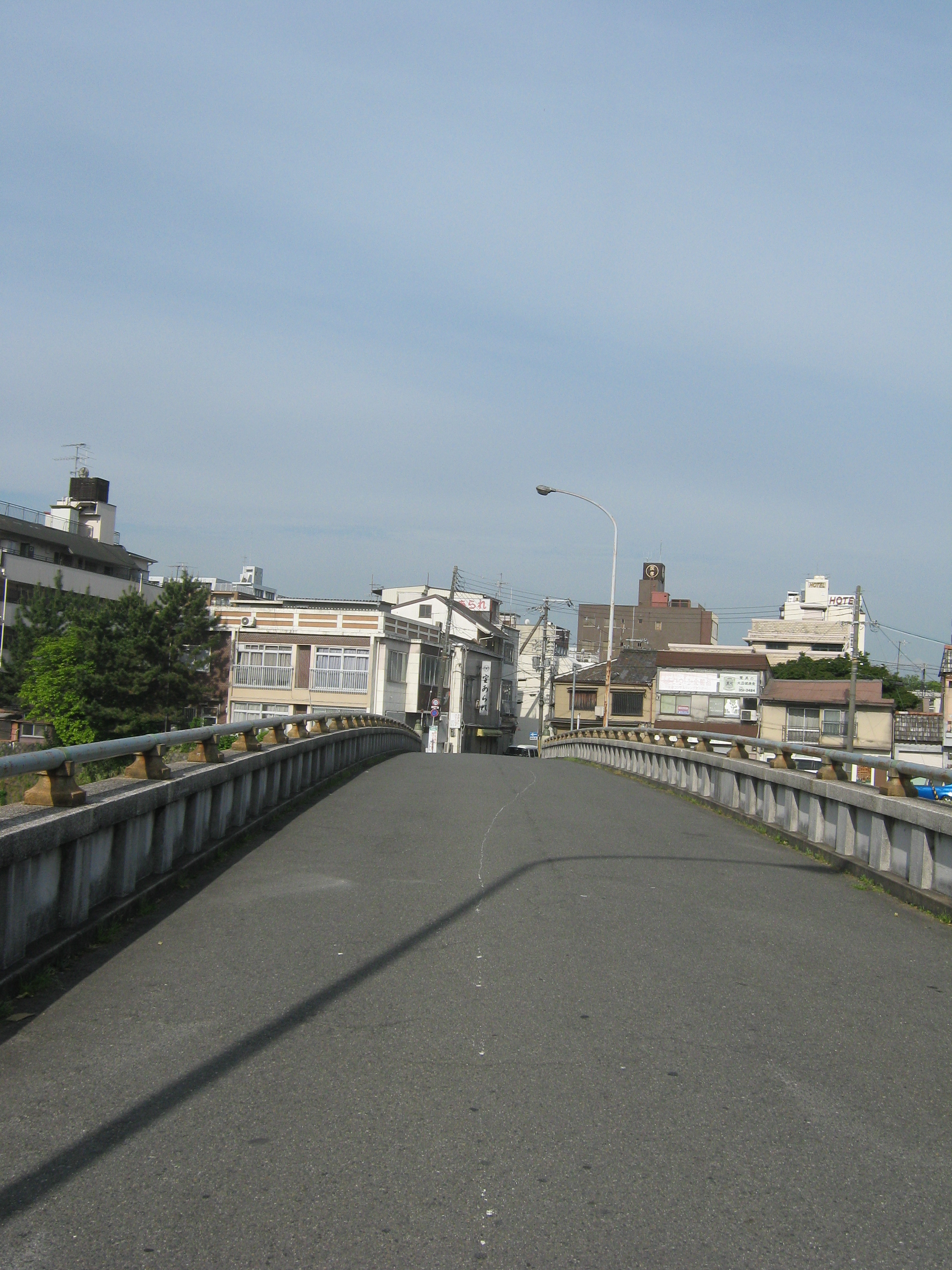
正面橋部分

正面橋（しょうめんばし）は、京都市正面通の鴨川に架かる橋である。
正面通は方広寺大仏（京の大仏）の正面に至る通りの意だが、大仏は失われて、今日豊国神社が立地している。

## 概要
元和5年（1619年）に江戸幕府2代将軍徳川秀忠の命令で、京都のキリシタンが多数、火あぶりで処刑された（京都の大殉教）。宣教師ジラン・ロドリゲスの著したイエズス会年報に「ミヤコの東部を囲み南に向かって流れる川（鴨川）の近くに処刑のための十字架を立てた。十字架は有名な大仏に向かいあっていた。この大仏というのは、最も大きな寺院で、日本で最大で、最も豊満な仏である。」という記事があることから、処刑場所は正面橋近辺と考えられており、正面橋東詰には「元和キリシタン殉教の地」という碑が建てられている。